# Carnaval danés

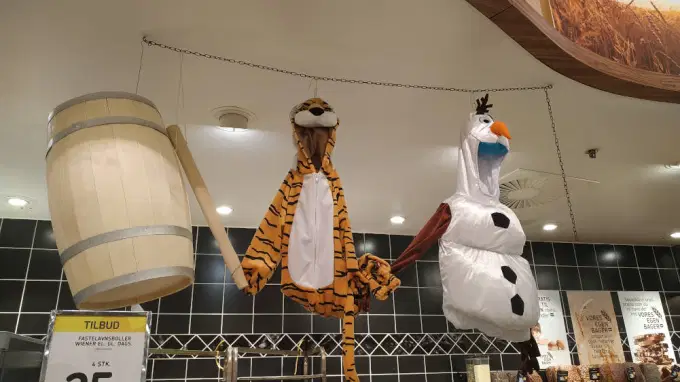
Los disfraces de fastelavn

El motivo, la celebración del Fastelavn (en alemán Faschingsdienstago en ruso Масленицаen japonés パンケーキ火曜) el carnaval danés, una fiesta relacionada con la Cuaresma que se remonta varios siglos atrás. Nació como una festividad católica de ayuno que luego adquirió tintes diferentes con el protestantismo. Por eso se celebra siempre el domingo previo al miércoles de Ceniza, y cada año recae en un día diferente en el calendario.
El Fastelavn también tiene raíces más paganas y se asociaba con el fin del invierno y la oscuridad y la llegada del buen tiempo y la fertilidad. Lo del buen tiempo en febrero cuesta un poco creerlo, porque a finales de este mes en Dinamarca todavía queda una buena ración de lluvia y frío por delante.

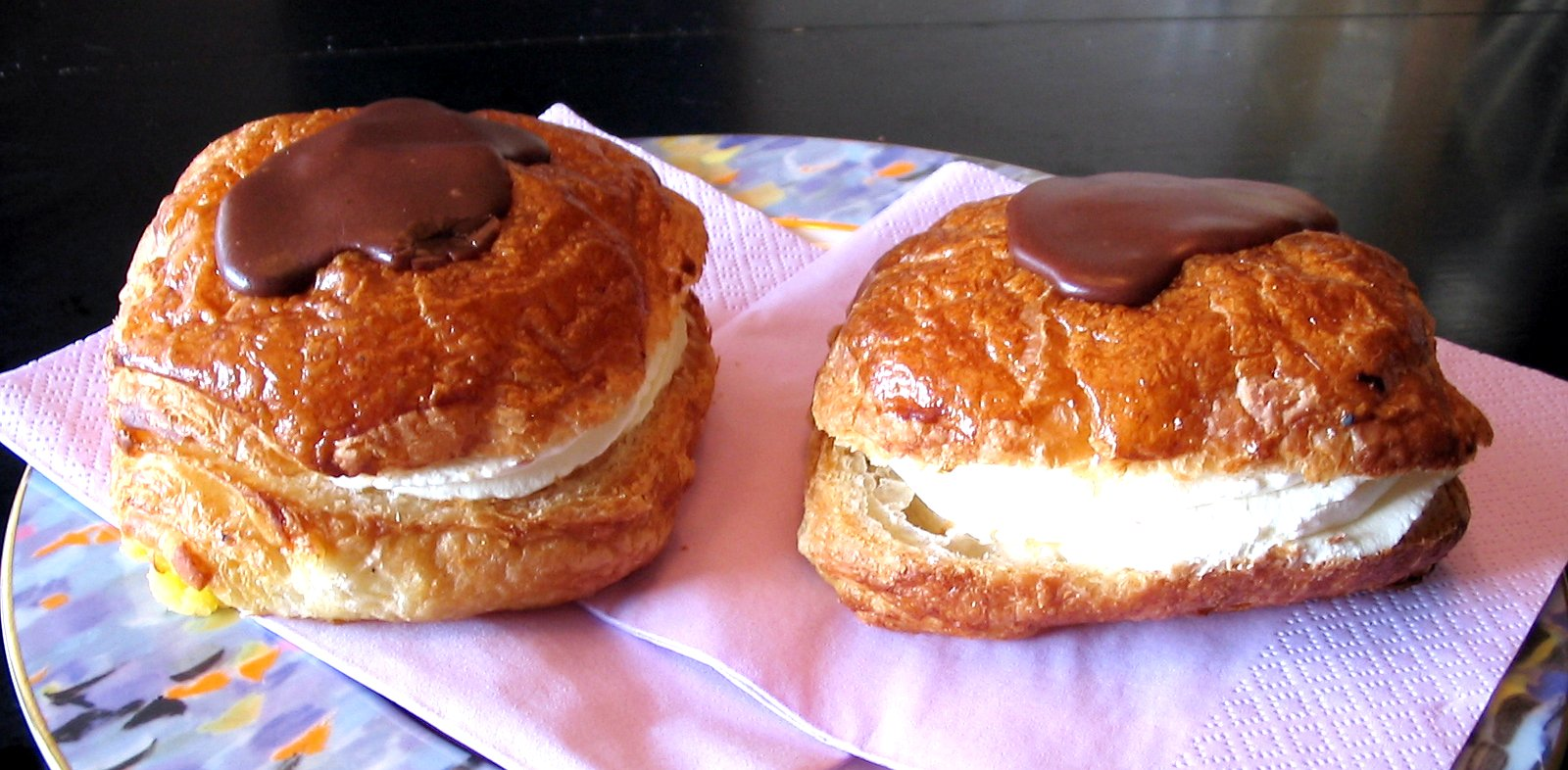
Bollos de fastelavn

La oscuridad y el ‘mal’ se simbolizaban con un minino, y desde el siglo XVI se metía un gato negro en un barril o tonel de madera que se golpeaba con unas varas. Cuando el tonel se rompía y el gato huía despavorido, era señal de que se había ahuyentado a la maldad. Al parecer, en Alemania y Holanda también se celebraban estas prácticas. Por fortuna, en la actualidad dejan a los pobres gatos tranquilos y en su lugar rellenan los toneles con caramelos y chucherías. Eso sí, el gato suele estar presente con un dibujo fuera del barril.  Los niños, disfrazados, lo golpean como si fuera una piñata y el que logra abrirlo se convierte en la reina o el rey del Fastelavn.
Pero no contentos con este botín dulce, los niños suelen ir por las casas con una hucha llamando a las puertas (como el ‘truco o trato’ de Halloween). Cantan una canción en la que dicen que armarán un lío grande si no les dan alguna monedita o algo de comer así cualquiera les niega algo.
Otra costumbre menos arraigada es que el domingo de Fastelavn los niños despierten a sus padres haciéndoles cosquillas con unas varas o ramitas decoradas con figuritas de papel, plumas o serpentinas. El día se complementa también con unos bollos de Fastelavn rellenos de crema, nata o mermelada, porque a los daneses les pirra el dulce, [cita requerida]y manualidades para decorar el barril o las varitas.
- Datos: Q1975890
- Multimedia: Fastelavn / Q1975890